# 栗東市立治田東小学校
栗東市立治田東小学校（りっとうしりつ はるたひがししょうがっこう）は滋賀県栗東市安養寺にある市立の小学校。

## 所在地
- 滋賀県栗東市安養寺147

## 沿革
- 1983年（昭和58年）4月1日 - 治田小学校から分離開校[2]

## 通学地域
- 下戸山・下戸山親交・下戸山グリーンハイツ・リバティーヒル下戸山・川辺県営住宅・灰塚・平葉・川辺グリーンタウン・安養寺東・安養寺西・安養寺南区・安養寺北区・安養寺団地・安養寺一区・安養寺レークヒル[3]